# أللوفيل
أللوفيل أو شُمَيْدَلَة (الاسم العلمي: Allophylus)، جنس نباتات مشجرة معمرة من فصيلة الصابونية.